# Valerius Maximus Basilius
Valerius Maximus Basilius (fl. 361-363) était un homme politique de l'Empire romain.

## Biographie
Fils de Lucius Valerius Maximus Basilius et de sa deuxième femme Vulcacia.
Il était proconsul d'Achaïe et préfet de l'urbe de Rome en 361-363.
Il s'est marié avec Sainte Mélanie l'Ancienne (350 - 410). Ils ont eu pour fils Valerius Poplicola ou Publicola, marié avec Ceionia Albina, fille de Ceionius Rufius Albinus, les parents de Sainte Valeria Mélanie la Jeune (c. 383 - 31 décembre 439).